# Welterbe in Tschechien
Zum Welterbe in Tschechien gehören (Stand 2023) 17 UNESCO-Welterbestätten, davon 16 Stätten des Weltkulturerbes und eines des Weltnaturerbes. Tschechien ist der Welterbekonvention 1993 beigetreten, die ersten drei Welterbestätten wurden 1992 in die Welterbeliste aufgenommen. Die bislang letzten Welterbestätten wurden 2023 eingetragen.

## Welterbestätten
Die folgende Tabelle listet die UNESCO-Welterbestätten in Tschechien in chronologischer Reihenfolge nach dem Jahr ihrer Aufnahme in die Welterbeliste (K – Kulturerbe, N – Naturerbe, K/N – gemischt, (G) – auf der Liste des gefährdeten Welterbes).
| Bild                                                     | Bezeichnung                                                                                                   | Jahr | Typ | Ref. | Beschreibung |
| -------------------------------------------------------- | --- | ---- | --- | ---- | --- |
| Historisches Zentrum von Prag                            | Historisches Zentrum von Prag                                                                                 | 1992 | K   | 616  | Das Gebiet umfasst grob die 1784 zu einer Stadt zusammengeschlossenen ehemals rechtlich selbstständigen Städte Staré Město (Altstadt), Nové Město (Neustadt), Malá Strana (Kleinseite) und Hradčany einschließlich der beiden Burganlagen Vyšehrad im Süden und Prager Burg im Norden, eine der größten Burganlagen der Welt, sowie das von der Staré Město (Altstadt) umschlossene jüdische Viertel Josefov (Josefstadt). 2010 wurde auch der Schlosspark zu Průhonice (Pruhonitz) aufgenommen. |
| Historisches Zentrum von Český Krumlov (Böhmisch Krumau) | Historisches Zentrum von Český Krumlov (Böhmisch Krumau)                                                      | 1992 | K   | 617  | Der in einer Moldauschleife gelegene mittelalterliche Stadtkern von Český Krumlov (Böhmisch Krumau) samt umfangreicher Burg- und Schlossanlage bildet ein einzigartiges Beispiel für mittelalterliche Stadtentwicklung. Burg und Schloss sind vor allem durch ihre weitläufige Anlage gekennzeichnet, es ist die zweitgrößte Burganlage in der Tschechischen Republik nach der Prager Burg. Weiter westlich liegt die Reitschule und ein Park im spätbarocken Stil mit einem Kaskaden-Brunnen aus der Mitte des 18. Jahrhunderts sowie das Lustschloss Bellaria. |
| Historisches Zentrum von Telč (Teltsch)                  | Historisches Zentrum von Telč (Teltsch)                                                                       | 1992 | K   | 621  | Die historische Innenstadt und die Altstadt von Telč sind eine der wertvollsten städtischen Denkmalreservate in Mähren. Das dominierende und wichtigste Baudenkmal der Stadt ist das Schloss im Renaissancestil, das sich direkt an die Innenstadt anschließt. Zum Welterbe gehört auch die Altstadt, deren historischer Teil um die Kirche der Gottesmutter (Kostel Matky Boží) angeordnet ist. |
| Johann-Nepomuk-Wallfahrtskirche von Zelená Hora          | Johann-Nepomuk-Wallfahrtskirche von Zelená Hora (Lage)                                                        | 1994 | K   | 690  | Die Wallfahrtskirche des Heiligen Johannes von Nepomuk ist eines der wichtigsten Gebäude des Barock-Architekten Johann Blasius Santini-Aichel. Die Kirche wurde im Stil der Barockgotik in den Jahren 1719–1722 auf dem Zelená Hora bei Saar (Žďár nad Sázavou) erbaut. |
| Barbarakirche in Kutná Hora                              | Kutná Hora (Kuttenberg): Historisches Stadtzentrum mit Barbarakirche und Marienkathedrale in Sedlec (Sedletz) | 1995 | K   | 732  | In der alten Königsstadt Kutná Hora, einer Schatzkammer der böhmischen Könige, wurde Silber abgebaut. Zum Welterbe gehört die historische Altstadt von Kutná Hora mit der spätgotischen Barbarakirche und die Kirche Mariä Himmelfahrt und St. Johannes der Täufer des Klosters Sedlec. Zur historischen Altstadt von Kutná Hora gehören der italienische Hof, das Steinerne Haus, die St. Jakobskirche, das Jesuitenkolleg und das Kloster der Heiligen Ursula. |
| Schloss Lednice                                          | Kulturlandschaft von Lednice-Valtice (Eisgrub-Feldsberg)                                                      | 1996 | K   | 763  | Die Kulturlandschaft Lednice-Valtice ist ein Landschaftskomplex mit einer Fläche von 283 Quadratkilometern im Okres Břeclav. Dieses Gebiet an der Grenze zwischen Mähren und Niederösterreich wurde im 18. und 19. Jahrhundert von den Fürsten von Liechtenstein in einen Naturpark umgewandelt. Bei den Gemeinden Valtice und Lednice, die durch die Bezruč-Allee von 1715 verbunden sind, und dem Dorf Hlohovec sind wichtige Landschaftseinheiten künstlich angelegt worden, z. B. der Boří les und die Fischteiche von Lednice. Das Gebiet umfasst auch Teile des Auwaldes an der Thaya südlich von Břeclav. Außerdem gibt es Aquädukte und Reste des ehemaligen Bewässerungssystem für den Schlosspark. |
| Gärten und Schloss von Kroměříž (Kremsier)               | Gärten und Schloss von Kroměříž (Kremsier)                                                                    | 1998 | K   | 860  | Der frühbarocke erzbischöfliche Palast, der anschließende Schlosspark und der Blumengarten sind die wichtigsten Kulturdenkmale von Kroměříž. |
| (weitere Bilder)                                         | Historisches Dorf Holašovice (Lage)                                                                           | 1998 | K   | 861  | Das dörfliche Denkmalreservat in Holašovice ist ein mittelalterliches System von Wohngebäuden im sogenannten Bauernbarock, versehen mit einem Stuckdekor. Das Reservat besteht aus 23 einzelnen Gehöften mit insgesamt 120 Gebäuden und Brunnen mit Holzkolbenpumpen und dem Hof Nr. 6, welcher der Sitz einer Bauernfamilie seit 1530 ist. |
| (weitere Bilder)                                         | Schloss Litomyšl (Leitomischl) (Lage)                                                                         | 1999 | K   | 901  | In Litomyšl ist das Renaissance-Schloss und das Schlossareal aus der zweiten Hälfte des 16. Jahrhunderts als Welterbe registriert. Dazu gehören die Nebengebäude und der Schlossgarten. Im 18. Jahrhundert wurde das Schloss-Interieur verändert, aber die Renaissance-Sgraffito-Fassaden blieben erhalten. |
| Dreifaltigkeitssäule und Rathaus                         | Dreifaltigkeitssäule in Olomouc (Olmütz)                                                                      | 2000 | K   | 859  | Die Dreifaltigkeitssäule in Olomouc (auch Pestsäule genannt) ist von 1716 bis 1754 errichtet worden. Sie diente der katholischen Kirche für Gottesdienste und zur Stärkung des Glaubens. Die Errichtung der Säule erfolgte aus Dankbarkeit für das Ende der Pest, die Mähren zwischen 1714 und 1716 heimgesucht hatte. Alle Künstler und Handwerker, die an der Säule gearbeitet haben, waren Bürger von Olomouc. Die etwa 35 m hohe Säule stellt das höchste bildhauerische Kulturdenkmal in Tschechien dar und besitzt eine kleine Kapelle. |
| Ansicht von der Gartenseite (weitere Bilder)             | Haus Tugendhat in Brno (Brünn) (Lage)                                                                         | 2001 | K   | 1052 | Die Villa Tugendhat in Brünn ist die bekannteste Villa des Architekten Mies van der Rohe, sie wurde 1929–1930 erbaut. Die Villa verfügt über 3 Ebenen, das Hauptgeschoss mit Eingangsbereich, Arbeits- und Esszimmer, das Kellergeschoss mit Waschraum, Lagerräumen, Dunkelkammer und Heizraum und das Obergeschoss mit Schlafzimmer, Kinderzimmer und Dienstmädchen-Zimmer. Der Garten ist als Teil des Gebäudes konzipiert. Die Villa wurde während des Zweiten Weltkriegs und danach bis in die 1980er Jahre zweckentfremdet, ist aber heute wieder rekonstruiert und zugänglich. |
| Das jüdische Viertel mit der Basilika im Hintergrund     | Jüdisches Viertel und St.-Prokop-Basilika in Třebíč (Trebitsch)                                               | 2003 | K   | 1078 | Das Jüdische Viertel in Třebíč und die St.-Prokop-Basilika sind Bestandteil der Welterbeliste. Die Basilika St. Marien besitzt eine wertvolle Krypta (etwa 700 Jahre alt) mit originalen Deckenmalereien. Die Basilika wurde 200 Jahre für weltliche Zwecke genutzt, dann wurde der Innenraum in den Jahren 1924–1935 von Kamil Hilbert umgestaltet. Zum Jüdischen Viertel gehören das Rathaus, Schulen, Armenhäuser und eine Synagoge. Der alte jüdische Friedhof liegt auf dem Schlosshügel (Kopec Hrádek), er besitzt etwa 3000 Grabsteine und wurde 1631 angelegt. Auf dem jüdischen Friedhof besteht seit 1903 eine Zeremonienhalle, sie ist der einzige Bau ihrer Art außerhalb Israels, der auf der Welterbe-Liste steht. |
| Der Rote Turm des Todes                                  | Montanregion Erzgebirge/Krušnohoří (Lage)                                                                     | 2019 | K   | 1478 | Transnationale Welterbestätte gemeinsam mit Deutschland. Die Montanregion steht für eine ungewöhnliche Kontinuität an Bergbautradition. Im ausgehenden Mittelalter war sie Hauptquelle für Silbererz, später wurde Zinn und schlussendlich Uran abgebaut. Vom 12. bis zum 20. Jahrhundert war das Erzgebirge Brennpunkt von montaner Innovation, was sich in der Wasserwirtschaft, den Bergbaustädten und den Stätten der Verarbeitung manifestiert, die weitgehend original erhalten Bestandteil des Welterbes bilden. Von den 22 Komponenten liegen fünf auf tschechischem Staatsgebiet: Jáchymov, Roter Turm des Todes, Abertamy-Bozi Dar-Horní Blatná, Kupferberg und Krupka. Erfüllte Kriterien für Welterbe: Schnittpunkt menschlicher Werte (ii), kulturelles Zeugnis (iii), Zeugnis eines Abschnitts der Menschheitsgeschichte (iv) |
| Gestüt Schloss Kladruby                                  | Landschaft für die Zucht und Dressur von zeremoniellen Wagenpferden in Kladruby nad Labem (Lage)              | 2019 | K   | 1589 | Die Zucht- und Dressurlandschaft der Kladruber Wagenpferde am habsburgischen Hof liegt in den Elbeniederungen. Die Anlage wurde 1579 gegründet und widmet sich auch heute noch ihrer Bestimmung. Sie ist ein Zeugnis der bedeutenden Rolle, die Pferde einst beim Transport, in der Landwirtschaft und beim Militär spielten. Erfüllte Kriterien für Welterbe: Zeugnis eines Abschnitts der Menschheitsgeschichte (iv), traditionelle Siedlungsform, Boden- oder Meeresnutzung (v) |
| (weitere Bilder)                                         | Alte Buchenwälder und Buchenurwälder der Karpaten und anderer Regionen Europas (Lage)                         | 2021 | N   | 1133 | Erweiterung der Welterbestätte Buchenurwälder und Alte Buchenwälder der Karpaten und anderer Regionen Europas um das Schutzgebiet Jizerskohorské bučiny im Isergebirge. |
| (weitere Bilder)                                         | Bedeutende Kurstädte Europas (Lage)                                                                           | 2021 | K   | 1613 | Das transnationale Welterbe gemeinsam mit Belgien, Deutschland, Frankreich, Italien, Österreich und dem Vereinigten Königreich umfasst in Tschechien die drei Kurorte Karlsbad, Marienbad und Franzensbad. |
| (weitere Bilder)                                         | Žatec und die Landschaft des Saazer Hopfens                                                                   | 2023 | K   | 1558 | Die Kulturlandschaft des Saazer Hopfens ist seit Jahrhunderten geprägt von der Tradition des Anbaus und des Handels der weltweit bekanntesten Hopfensorte, die in der Bierproduktion verwendet wird. Der Welterbetitel bezieht sich auf die besonders fruchtbaren Hopfenfelder in der Nähe des Flusses Ohře (Eger) und im Raum Stekník, die seit Jahrhunderten kontinuierlich bewirtschaftet werden, sowie auf historische Dörfer und Gebäude, in denen der Hopfen verarbeitet wird. Zu den städtischen Elementen des Anwesens gehören das mittelalterliche Zentrum von Žatec und seine industrielle Erweiterung aus dem 19. bis 20. Jahrhundert, die als „Prager Vorstadt“ (Pražské předměstí) bekannt ist. Zusammen veranschaulichen diese Bereiche die Entwicklung der agroindustriellen Prozesse sowie des Anbaus, der Trocknung, der Zertifizierung und des Hopfenhandels vom Spätmittelalter bis zur Gegenwart. Siehe auch Liste der Industriedenkmale in Žatec. |

## Tentativliste
In der Tentativliste sind die Stätten eingetragen, die für eine Nominierung zur Aufnahme in die Welterbeliste vorgesehen sind.

### Aktuelle Welterbekandidaten
Mit Stand 2024 sind 13 Stätten in der Tentativliste von Tschechien eingetragen, das letzte Update erfolgte im April 2024. Die folgende Tabelle listet die Stätten in chronologischer Reihenfolge nach dem Jahr ihrer Aufnahme in die Tentativliste.
| Bild                               | Bezeichnung                                                                       | Jahr | Typ | Ref. | Beschreibung |
| ---------------------------------- | --------------------------------------------------------------------------------- | ---- | --- | ---- | --- |
| Renaissance-Häuser in Slavonice    | Renaissance-Häuser in Slavonice (Lage)                                            | 2001 | K   | 1507 | Komplex von Bürgerhäusern in Slavonice aus der Spätgotik und Renaissance |
| Rosenberg-Weiher                   | Fischteich-Netzwerk im Třebon-Becken                                              | 2001 | K   | 1509 | |
| Felsenstadt Hrubá Skála            | Felsenstädte des Český ráj                                                        | 2001 | N   | 1511 | Der Český ráj (deutsch: Böhmisches Paradies) ist eine Mittelgebirgslandschaft im Nordosten Tschechiens, am Mittellauf der Jizera, die geprägt wird durch ihre bekannten Felsenstädte aus Sandstein. |
| (weitere Bilder)                   | Stätten Großmährens (Lage)                                                        | 2001 | K   | 1559 | transnationaler Vorschlag von Stätten des Mährerreichs gemeinsam mit der Slowakei (Ref. 5093), umfasst in Tschechien die Burg Morava bei Mikulčice |
| Industrieanlagen in Ostrava        | Industrieanlagen in Ostrava                                                       | 2001 | K   | 1560 | |
| (weitere Bilder)                   | Festung Terezín (Lage)                                                            | 2001 | K   | 1561 | |
| Hotel im Kurpark (weitere Bilder)  | Kurbad Luhačovice (Lage)                                                          | 2001 | K   | 1562 | War 2014–2016 auch Bestandteil des Vorschlags Great Spas of Europe |
| Felsskulpturen von Betlém bei Kuks | Felsskulpturen von Betlém bei Kuks                                                | 2001 | K   | 1563 | |
| (weitere Bilder)                   | Burg Karlštejn (Lage)                                                             | 2001 | K   | 1564 | |
| Villa Müller                       | Erweiterung des Weltkulturerbes Prager Altstadt um wichtige Bauwerke der Umgebung | 2001 | K   | 1565 | Geplante Erweiterung der bestehenden Welterbestätte (Ref. 616) um Villa Müller, Stift Břevnov und Jagdschloss Hvězda |
| (weitere Bilder)                   | Berghotel und Fernsehsender Ještěd (Lage)                                         | 2007 | K   | 5152 | |
|                                    | Alte Kläranlage in Prag-Bubeneč                                                   | 2020 | K   | 6485 | |
| (weitere Bilder)                   | Europäische Papiermühlen (aus der Ära des handgeschöpften Papiers)                | 2024 | K   | 6757 | Transnationaler Antrag mit Italien, Polen, Spanien und Deutschland. In Tschechien ist die Papiermühle Velké Losiny Teil des Vorschlags. Der Vorschlag stand bereits seit 2001 auf der Tentativliste. Es handelt sich um eine der ältesten Papiermühlen Europas aus dem 16. Jahrhundert zur Herstellung von Büttenpapier in der Gemeinde Velké Losiny. Stätte ist für 2027 nominiert. |

### Ehemalige Welterbekandidaten
Diese Stätten standen früher auf der Tentativliste, wurden jedoch wieder zurückgezogen oder von der UNESCO abgelehnt. Stätten, die in anderen Einträgen auf der Tentativliste enthalten oder Bestandteile von Welterbestätten sind, werden hier nicht berücksichtigt.
| Bild                                                                              | Bezeichnung                                                                       | Jahr      | Typ | Ref. | Beschreibung |
| --------------------------------------------------------------------------------- | --------------------------------------------------------------------------------- | --------- | --- | ---- | --- |
| Klosterkirche in Kladruby                                                         | Klosterkirche in Kladruby (Lage)                                                  | 1993–1994 | K   | 691  | 1994 von der UNESCO abgelehnt |
| Historisches Zentrum von Olmütz                                                   | Historisches Zentrum von Olmütz (Lage)                                            | 1993–2000 | K   |      | 2000 wurde nur die Dreifaltigkeitssäule in das Welterbe aufgenommen. |
| Die zeitlose und humanistische Architektur von Jože Plečnik in Ljubljana und Prag | Die zeitlose und humanistische Architektur von Jože Plečnik in Ljubljana und Prag | 2015–2018 | K   | 5967 | Bei dem gemeinsam mit Slowenien eingebrachten Vorschlag war in Prag die Kirche des heiligsten Herzens des Herrn nominiert. Nachdem klar geworden war, dass diese transnationale Bewerbung nur wenig Aussicht auf Erfolg hätte, beschloss Slowenien die Bewerbung alleine weiterzuverfolgen. |
| Westböhmisches Bäderdreieck                                                       | Westböhmisches Bäderdreieck                                                       | 2008–2021 | K   | 5378 | Umfasst die drei Kurorte Karlsbad, Marienbad und Franzensbad. Nun Teil des Weltkulturerbes Bedeutende Kurstädte Europas. |